# Alpheus quasirapacida
Alpheus quasirapacida is een garnalensoort uit de familie van de Alpheidae. De wetenschappelijke naam van de soort is voor het eerst geldig gepubliceerd in 1988 door Chace.